# 杨汝梅 (1882年)
杨汝梅（1882年—1966年），字予戒、又字玉阶，湖北省随州市均川镇赵家冲人。中国近代会计学家。

## 生平
早年东渡日本，在东京商科大学留学八年，攻财政学、商业学。学成后回国。曾任清政府掌管财政事务的度支部主事，因其日本高等商科毕业的教育背景，受聘担任1907年创办的湖北商业中学堂第一任校监，从事高等商科教育管理工作。1909年（清宣统元年），被收录商科举人学衙，获举人。
1912年（民国元年）起，历任“北洋政府”财政部制用局会办，在王璨芳为主办的审计处任第三股审主任审计。同年，在审计处成立的审计讲习所，承担簿记学教学任务，初涉会计教学工作。次年，与钱应清、谢霖等人发起成立中国经济学会。
1927年，南京国民政府成立后任财政部赋税司科长。1928年7月，担任国民政府审计院审计官兼第一厅厅长。1930年10月，担任主计处筹备委员会委员，负责主办岁计。次年，担任岁计局长直到1949年调任审计厅长。其间，曾兼任国民政府工商部会计处会计长等职。还曾担任北京税务专门学校会计学教授，军需学校审计教官。抗日战争时期，在重庆任高等考试文官文试典试委员、中央政治学校讲师、各县市行政讲习所教官。胜利后，担任邮政储金汇业局监察委员等职。1930年代，曾任中国信托局总审核。1933年5月，参加由知名教授和会计师联合发起，在南京成立的中国计政学会，与张心澄、陈其祥一道当选为常务理事，后任会长。
中华人民共和国成立后，担任国务院财政部参事。文化大革命中，遭受审查批斗。1966年去世，享年84岁。